# Stefan Frąckiewicz Radzimiński
Stefan Frąckiewicz Radzimiński herbu Brodzic (ur. ok. 1610, zm. 16 sierpnia 1693) – chorąży nowogródzki, starosta słonimski, właściciel majątku Kościeniewo (białorus. Касцяні) na terenie późniejszej gminy Czemery powiatu słonimskiego (obecnie jest to agromiasteczko w rejonie słonimskim obwodu grodzieńskiego).
Był wyznawcą kalwinizmu.
W 1632–1634 wziął udział wraz ze swoim oddziałem w wojnie smoleńskiej, brał udział w 1648 w elekcji Jana Kazimierza. Jako królewski dworzanin brał udział w sierpniu 1649 w bitwie pod Zborowem. Jako chorąży nowogrodzki w 1654 wziął udział w bitwie pod Ciecierzynem; podczas tej bitwy na krótko trafił w ręce wojsk rosyjskich. 
Był aktywnym politykiem, posłem na sejmy i sejmiki, wzmiankowany często w dokumentach z lat 1648, 1654, 1662, 1667, 1669, 1670, 1672, 1673, 1674, 1678, 1688, 1690. 
Poseł na sejm 1662 roku z powiatu nowogródzkiego. Na sejmie 1662 roku wyznaczony z Koła Poselskiego komisarzem do zapłaty wojsku Wielkiego Księstwa Litewskiego. Poseł sejmiku wołkowyskiego powiatu wołkowyskiego na sejm wiosenny 1666 roku. Poseł sejmiku nowogródzkiego powiatu nowogródzkiego na sejm jesienny 1666 roku. Na sejmie 1667 roku wyznaczony z Koła Poselskiego komisarzem do zapłaty wojsku Wielkiego Księstwa Litewskiego. 
Książę Bogusław Radziwiłł w spisanym w 1668 roku testamencie uczynił go jednym z dwunastu opiekunów swej jedynej córki Ludwiki Karoliny Radziwiłłówny.
Wraz z województwem nowogrodzkim podpisał elekcję króla Michała Korybuta Wiśniowieckiego, podpisał jego pacta conventa, nie przystąpił jednak do wielkopolskiej konfederacji w obronie króla 28 czerwca 1672 r. Jako starosta słonimski brał udział w królewskiej radzie wojennej. Z własną chorągwią wołoską wziął udział w bitwie pod Chocimiem w 1673 i pod Wiedniem w 1683. Jako deputat podpisał pacta conventa Jana III Sobieskiego w 1674 roku. Poseł powiatu nowogródzkiego na sejm grodzieński 1678–1679 roku.
Stefan Frąckiewicz-Radzimiński był młodszym synem chorążego lidzkiego Jana i Anny Naruszewiczówny, był praprawnukiem podkomorzego połockigo Franciszka Radzimińskiego (1530–1572). Jego żoną była najpierw Krzyszkowska, potem Chreptowiczowa, a następnie Marianna Rajecka h. Łabędź, córka Gedeona Rajeckiego, wojewody mińskiego. Mieli dzieci: synów Gedeona, Stefana i Jerzego oraz córki Annę Elżbietę, Katarzynę. W latach 1669–1674 wymieniony był jako spadkobierca Macieja Marcina Frąckiewicza, pisarza polnego litewskiego; otrzymać miał połowę spadku zmarłego brata w kwocie 11.866 zł.

## Źródło
- Adam Przyboś: Polski Słownik Biograficzny. T. 7: Firlej Jan - Girdwoyń Kazimierz. Kraków: Polska Akademia Umiejętności, 1948-1958, s. 100-101.